# Stefan Roos (Stuntman)

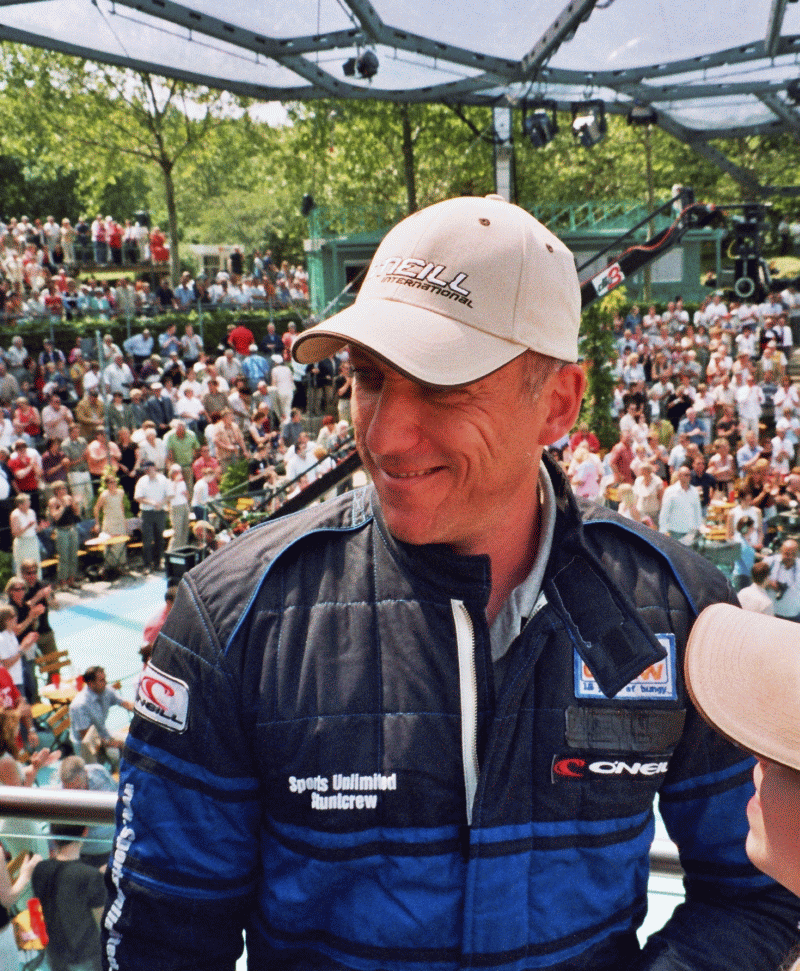
Stefan Roos, 2010

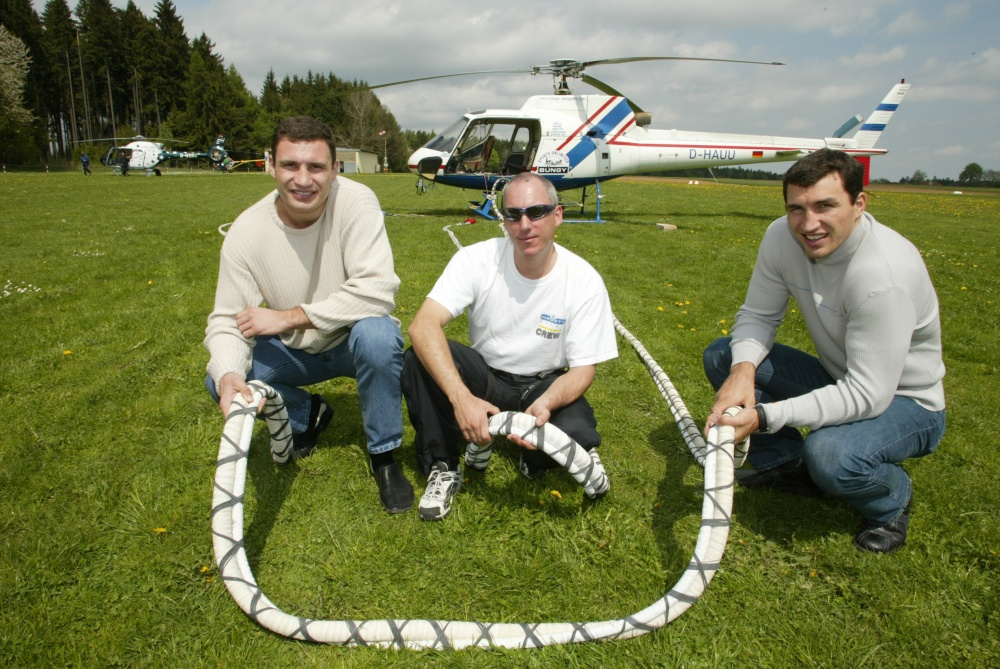
Heli Bungy mit (v. l. n. r.) Vitali Klitschko, Stefan Roos, Wladimir Klitschko

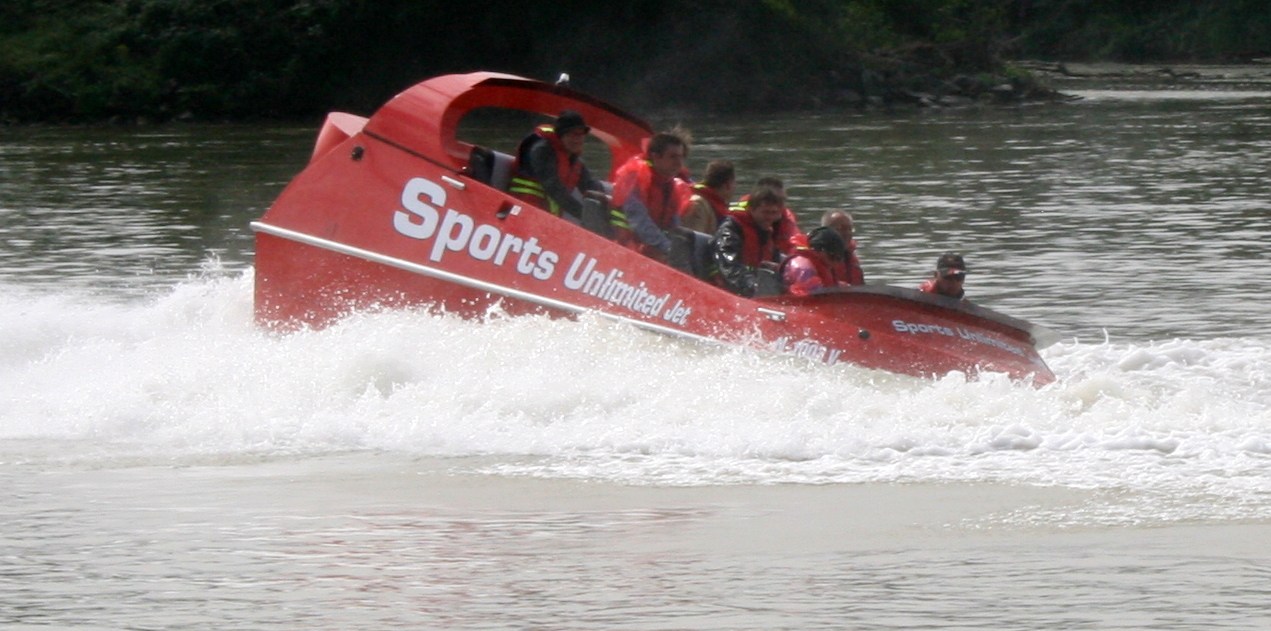
Jetboot bei einem Hamilton Spin

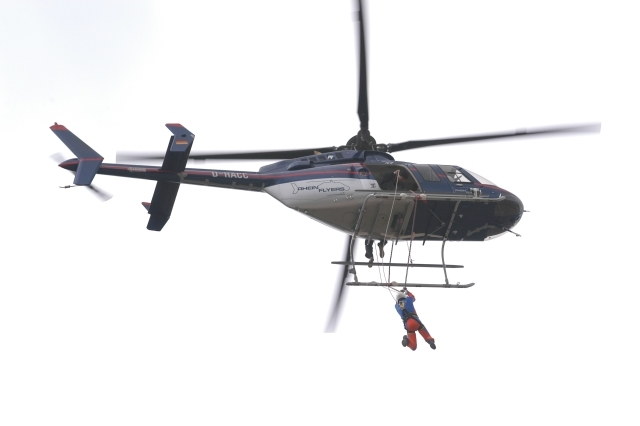
Heli-Stunt

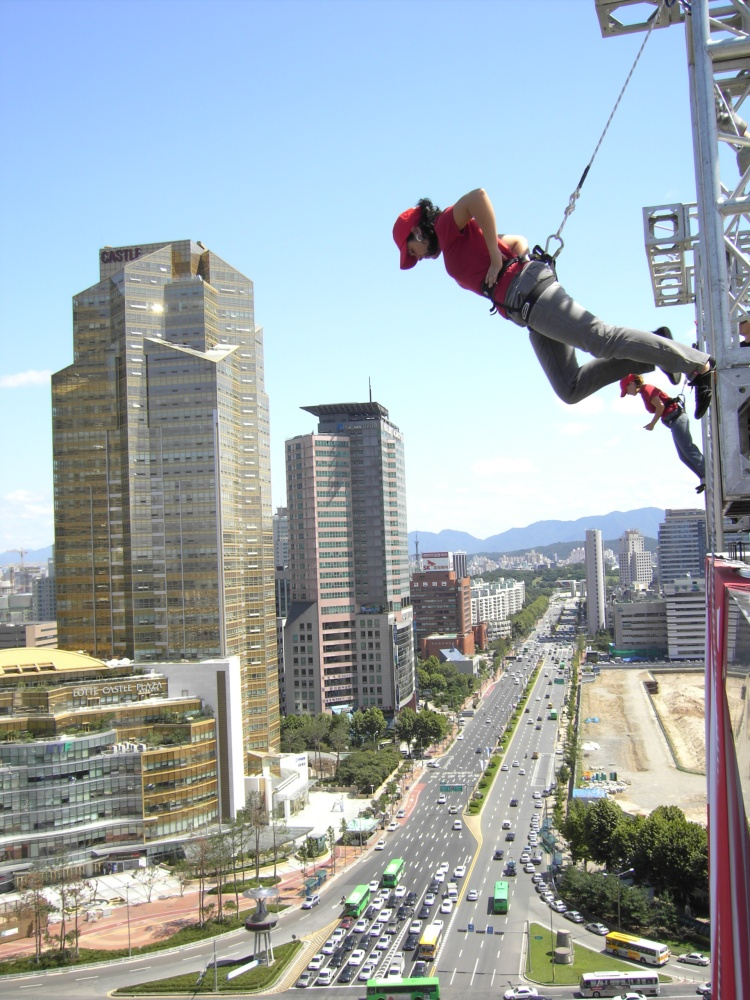
„Vertical Skywalk“ Show

Stefan Roos (* 23. November 1963 in Ingolstadt) ist ein deutscher Stuntman. Er ist Jump Master für Bungee-Springen sowie Geschäftsführer einer international tätigen Eventagentur. Roos gilt als Pionier von Jetboating in Deutschland und ist auch Begründer der ersten Jetboot-Station in Deutschland.

## Biografie
Weit über 60.000 Bungeespringer hat Roos als verantwortlicher Jumpmaster von Kränen, Türmen, Brücken und Helikoptern sicherheitstechnisch begleitet. Roos agierte hierbei unter anderem in Las Vegas, Acapulco, Queenstown, Cairns und Macau. Seit 1997 besteht eine enge und exklusive Kooperation mit dem Neuseeländer A. J. Hackett, der als Erfinder und Pionier des modernen Bungyspringens gilt. Als Stuntman und Stuntkoordinator war Roos unter anderem für eine Vielzahl von TV-Produktionen vor und hinter der Kamera verantwortlich.
1991 gründete er Sports Unlimited Events, eine Agentur für Eventmarketing und Actionevents, die 1992 in die Sports Unlimited Stefan Roos GmbH umgewandelt wurde.
2009 gründete er die erste Jetboot-Station in Deutschland. Jetboating entstand in den 1970er Jahren in Neuseeland. Die Boote zeichnen sich durch ihre Motorisierung und ihre außergewöhnliche Wendigkeit aus. Stefan Roos absolvierte 2006 als erster Europäer die strenge Ausbildung zum Jetbootpiloten in Neuseeland.

## TV-Auftritte / Produktionen
- ZDF-Fernsehgarten (seit 1995): Im Jahr 2004 führte Roos als wahrscheinlich erster Stuntman einen Autocrashstunt „live“ im ZDF vor. Das Stuntauto wurde mit ca. 60 km/h durch einen 90 cm niedrig und quer liegenden Stahlbalken gefahren. Nur 2 Sekunden bevor das Dach abgerissen wurde, tauchte Roos ab.
- Die Glücksspirale mit Kai Pflaume (zwölf Folgen von 1999 bis 2002).
- Big Brother in den Jahren 2006 und 2007 (24 Challenges)[5][6][7]
- LWT Studios London, Don´t try this at home!: Roos und sein Team produzierten im Jahr 1999 und 2000 zwei inoffizielle Rekorde in den USA. Einen 500-m-Bungysprung aus einem Helikopter in den Grand Canyon und einen Bungy-Katapultschuss (400 m) an einem Helikopter befestigt.
- Guinness Show der Weltrekorde: Weltrekord für Bungysprung nur an den Händen (ohne Sicherung)[8]
- Galileo (House Running)[9]
- MTV (Drehort Spanien)
- CBS (USA) Amazing Race Produktionen u. a. in Deutschland, Dubai und Litauen

## Markeninszenierungen
- 1996: Rap Sliding (Extremabseilen) 2 Weltrekorde. 220 m Staudamm in der Schweiz (Verzascatal) sowie 250 m aus dem Helikopter (Herzogenaurach). Beide Aktionen wurden im Rahmen von PR-Kampagnen durchgeführt (Wrangler Jeans und Pepsi Max).[10][11]
- 1998 Eröffnung der ersten permanenten Helikopter-Bungystation der Welt.[12][13][14][15][16]
- 1999 Deutschlandpremiere der 1. TÜV-geprüften Katapultanlage „Ejection Seat / Sling Shot“.[17][18][19]
- 1999 entwickelte Stefan Roos im Auftrag eines Herstellers für Spielkonsolen „Heli-Body-Flying“. Erstmals war es 2 Personen ermöglicht, nur 2 m unterhalb eines Helikopters in waagrechter Position mitzufliegen. Im Rahmen einer Stuntdarbietung für das deutsche Fernsehen hält Stefan Roos dabei den Geschwindigkeitsrekord: 185 km/h[20][21]
- 2000 Weltrekord: Sprünge von der Royal Gorge Bridge (bis 2001 höchste Hängebrücke der Welt) in Colorado/USA (320 m).
- 2004 Positionierung einer der erfolgreichsten vertikalen Shows weltweit: VERTICAL SKYWALK™. Über 200 Shows wurden seither weltweit aufgeführt.[22]
- 2005 Höchste Fashionshow der Welt (Vertical Skywalk). Vom 117 m hohen Hilton Tower in Mumbai/Indien.[23]
- 2006 Stefan Roos absolviert als erster Europäer die Ausbildung zum „Commercial Jetboat Pilot“ in Queenstown/Neuseeland auf dem Shotover River.
- 2007 & 2008 Roos gilt als Begründer des „Commercial Jetboating“ in den Vereinigten Arabischen Emiraten (U.A.E.), nach einer zweijährigen Promotionaktion in Dubai.[7]
- 2009 Inbetriebnahme der ersten Jetboot-Station Deutschlands (zwischen Kelheim und Regensburg auf der Donau).[1][7][24][25][26][27][28][29]